# Rodolfo Umaña
Rodolfo Umaña Murillo (San José; 20 de noviembre de 1940-13 de septiembre de 2003) fue un futbolista costarricense que jugaba como guardameta. Es hermano mayor del también futbolista Eduardo Umaña.

## Trayectoria
Era apodado "Largo" y jugó con el Saprissa desde 1962 hasta 1972, ganando varios títulos. Luego pasó al Cartaginés y se retiró en 1974.

## Selección nacional
Fue ocho veces internacional con la selección de Costa Rica donde debutó en 1967 y ganó el Campeonato de Naciones de la Concacaf de 1969.

### Participaciones en Campeonatos Concacaf
| Copa                                          | Sede       | Resultado | Part. |
| --------------------------------------------- | ---------- | --------- | ----- |
| Campeonato de Naciones de la Concacaf de 1969 | Costa Rica | Campeón   | 4     |

## Palmarés

### Títulos nacionales
| Título           | Equipo   | País       | Año  |
| ---------------- | -------- | ---------- | ---- |
| Primera División | Saprissa | Costa Rica | 1964 |
| Primera División | Saprissa | Costa Rica | 1965 |
| Primera División | Saprissa | Costa Rica | 1967 |
| Primera División | Saprissa | Costa Rica | 1968 |
| Primera División | Saprissa | Costa Rica | 1969 |
| Torneo de Copa   | Saprissa | Costa Rica | 1970 |
| Primera División | Saprissa | Costa Rica | 1972 |

### Títulos internacionales
| Título                                | Equipo     | Sede     | Año  |
| ------------------------------------- | ---------- | -------- | ---- |
| Campeonato de Naciones de la Concacaf | Costa Rica | San José | 1969 |